# Хомяк Радде
Хомяк Радде, или предкавказский хомяк (лат. Mesocricetus raddei) — вид небольших грызунов из семейства хомяковых. Видовое название дано в честь русского натуралиста Густава Ивановича Радде (1831—1903).

## Описание
Длина тела составляет до 28 см, длина хвоста до 14,5 мм. Верх тела буроватого цвета. Нижняя сторона тела чёрная или тёмно-серая. На щеках и за ушами имеются небольшие светлые пятна.

## Места обитания
Чаще всего хомяки обитают в степях с преобладанием многолетних трав, которые очень привлекательны для их питания и устройства жилья, но они также могут проживать и в лесополосах. Предпочитают селиться на освоенных землях, особенно на залежных участках. Вид распространён на территории Грузии и России; встречается на Северном Кавказе, в Ставропольском крае и в Предкавказье.

## Образ жизни
Хомяки Радде ведут ночной образ жизни. Животные роют глубокие норы с одним или несколькими выходами. На глубине 1 м главный ход разветвляется на несколько горизонтальных, с камерами для запасов и жилья. Наиболее интенсивно рытьё нор происходит в период расселения молодняка. Зимой впадают в спячку.
Чаще всего в его рацион питания входят горох, клевер, астра, люцерна, различные корнеплоды и т. д. и т. п. Очень высокая плодовитость. На равнинных территориях самки хомяков Радде приносят потомство до четырёх раз, в горных местностях — два раза в год.
Хомяков Радде можно приручить и использовать в качестве домашнего питомца

## Вред людям и сельскому хозяйству
Растительность полностью уничтожается в пределах норы; размер поврежденных участков («плешин») достигает 50 м² и более. Кроме того, хомяк Радде является носителем такой опасной инфекции, как туляремия. Основной метод борьбы — отлов ловушками и заливание водой нор.